# یواس‌اس استیل‌هد (اس‌اس-۲۸۰)
یواس‌اس استیل‌هد (اس‌اس-۲۸۰) (به انگلیسی: USS Steelhead (SS-280)) یک زیردریایی بود که طول آن ۳۱۱ فوت ۹ اینچ (۹۵٫۰۲ متر) بود. این زیردریایی در سال ۱۹۴۲ ساخته شد.